# لي كون هاك
لي كون هاك مواليد 7 يوليو 1940 في كوريا، هو لاعب كرة قدم كوري شمالي كان يلعب في مركز حراسة المرمى. مثّل منتخب كوريا الشمالية لكرة القدم. سبق له أن لعب في كأس العالم لكرة القدم مع منتخب بلاده في مونديال عام 1966م.

## روابط خارجية
- لي كون هاك على موقع الاتحاد الدولي (مؤرشف)  (الإنجليزية)
- لي كون هاك على موقع Soccerway.com (الإنجليزية)
- لي كون هاك على موقع عالم كرة القدم.نت (الإنجليزية)